# Готен (Струмишко)
Готен (на македонска литературна норма: Готен) е средновисока планина в югоизточните предели на Северна Македония, която е част от Рило-Родопския масив. Най-високата точка Грамадник е на 1420 метра надморска височина. Разположена е между Огражден на изток и Плачковица на запад. От Плачковица я отделя долината на Смилянска река, а от Огражден – дълбоката клисура на Нивичанска река. На юг склоновете на планината достигат Радовишко-струмишката котловина.
На 6 април 1903 година съединени чети на ВМОРО, наброяващи над 250 души, се сблъскват с османски сили в боя при Готен.